# 1982 FF2
1982 FF2 är en asteroid i huvudbältet som upptäcktes den 30 mars 1982 av den amerikanska astronomen Laurence G. Taff i Socorro, New Mexico.